# 吕克韦勒
吕克韦勒是德国莱茵兰-普法尔茨州的一个市镇。总面积2.75平方公里，总人口402人，其中男性198人，女性204人（2011年12月31日），人口密度146人/平方公里。